# Belém Novo
Pour les articles homonymes, voir Belém (homonymie).

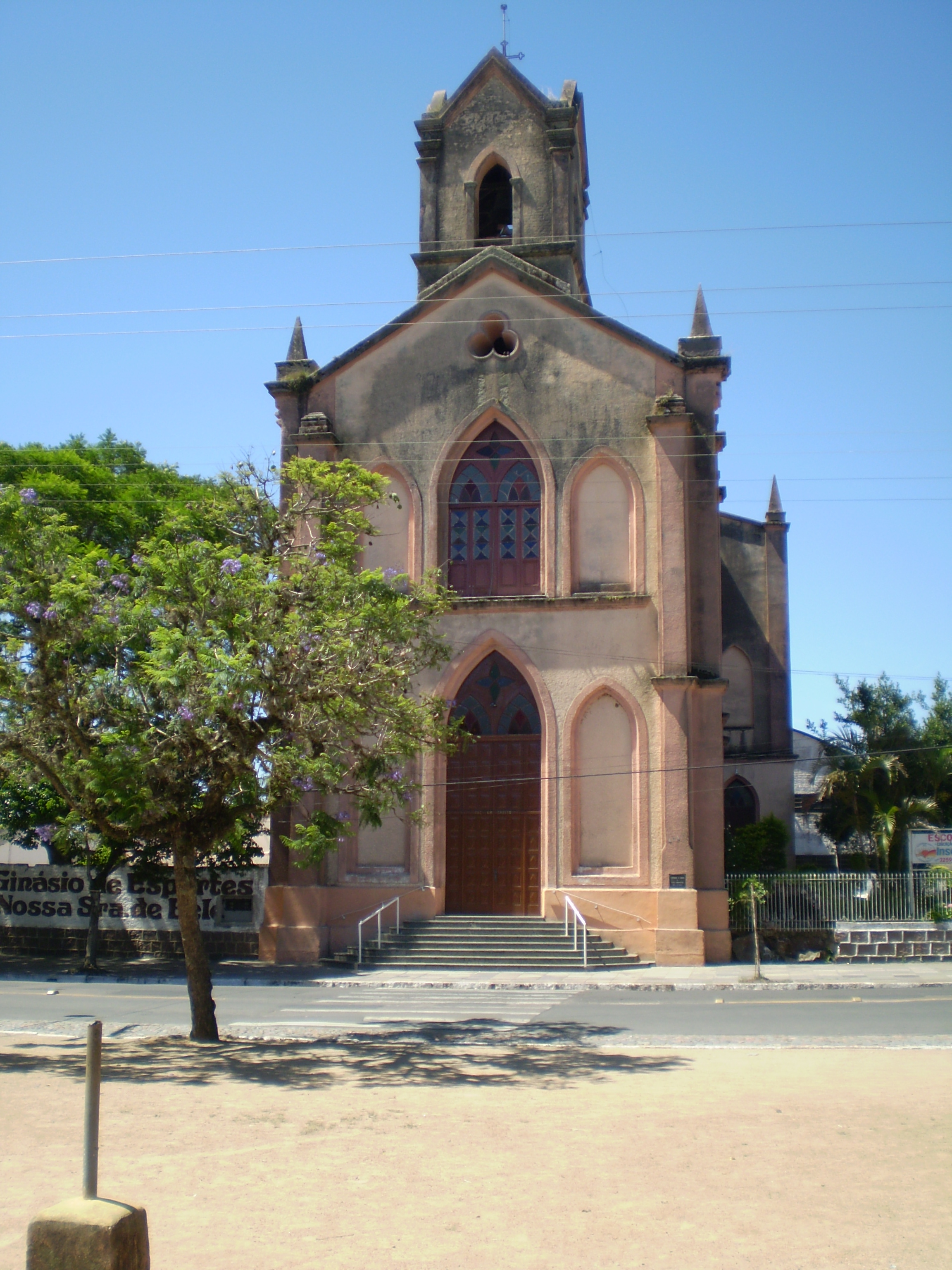
Église Notre-Dame de Belém Novo.

Belém Novo est un quartier de la ville de Porto Alegre, capitale de l'État du Rio Grande do Sul au Brésil.
Il a été créé par la Loi 6893 du 12/09/91.

## Données générales
- Population (2000) : 13.787 habitants
  - Hommes : 6.695
  - Femmes : 7.092
- Superficie : 2.925 ha
- Densité : 4,71 hab/ha

## Limites actuelles
De l'embouchure de l'Arroio da Guabiroba, en montant jusqu'à la route de Ponta Grossa ; de là jusqu'à rencontrer la route Retiro da Ponta Grossa, puis jusqu'à l'avenida Juca Batista ; de cet angle des deux voies, par la route Chapéu do Sol jusqu'à la route Francisca de Oliveira Vieira ; de cette dernière jusqu'à rejoindre l'autre portion de la route Chapéu do Sol et l'avenue de Lami. De l'avenue de Lami, vers l'Est, jusqu'à la route Boa Vista ; de cette voie jusqu'au rio Guaíba. Puis retour à l'embouchure de l'arroio da Guabiroba, en passant par les pointes des Coatis, d'Arado et de Cuica, et l'île Francisco Manoel.

## Histoire
Belém Novo est une altération du nom du faubourg dont la première installation était dans le quartier de  Belém Velho. En 1867, un groupe d'habitants demandait le déplacement de la paroisse, qui s'établit vers les rives du rio Guaíba. C'est ainsi qu'en 1873 la Présidence de la Province du Rio Grande do Sul, en fonction d'un projet urbanistique, autorisa la demande. En 1876, l'église locale commença à être construite, pour être achevée huit ans plus tard et dénommée Notre-Dame de Belém Novo. Lors de l'inauguration de celle-ci, l'installation de la paroisse fut effective, sous le nom d'"Arado Velho".
Cependant, alors que le centre de Porto Alegre passait par un processus de modernisation et d'urbanisation, Belém Novo, en relation à son difficile accès, entretenait un caractère agricole dû principalement au grand nombre de propriétés agricoles maintenues par de petits agriculteurs et des familles qui possédaient des résidences secondaires. L'accès au quartier ne fut facilité qu'à partir de 1933, quand une route le reliant au Centre fut ouverte. Malgré son importante histoire, Belém Novo ne devint officiellement quartier qu'en 1991.

## Aujourd'hui
L'implantation du quartier sur les rives du rio garantit à la région un développement agropastoral, aussi bien que l'installation des sièges des clubs de loisirs de diverses institutions. Actuellement, la possibilité d'utiliser le potentiel balnéaire amène un projet urbanistique et paysager, par le biais du programme Guaíba Vive, lequel prévoit le "verdissement" des places, la mise en place d'aires de jeux pour les enfants, l'installation de vestiaires, la réalisation de pistes cyclables, de points de vue, la construction d'une passerelle de 700 mètres de long, d'une rampe d'accès pour les embarcations et d'un espace pour la réalisation de fêtes et de rassemblements.
En plus des clubs de loisirs de l'AJURIS (Association des Juges du Rio Grande do Sul), du Grêmio Náutico Gaúcho et de l'Assemblée Législative du Rio Grande do Sul, sont situés dans le quartier le  Clube Náutico Belém Novo, Confédération Brésilienne de Golf et l'Aéroclub du Rio Grande do Sul, qui abrite l'École de l'Aviation Civile.